# Fadoro (Gunungsitoli Idanoi)
Fadoro is een bestuurslaag in het regentschap Gunungsitoli van de provincie Noord-Sumatra, Indonesië. Fadoro telt 790 inwoners (volkstelling 2010).